# 他提安
他提安（Tatian）是亞述人，受過希臘哲學和文學的教育。於150年至165年信仰基督教，且是游斯丁的學生。該撒利亞的優西比烏指出後來他成為異端，在172年建立禁戒派（Encratites）的靈智宗（諾斯底派）。他寫過一本護教書（Apologies）《Oratio ad Graecos》，對於基督教神聖純潔及神聖的時代做辯護。他依據四福音中耶穌生平事跡編了一本《四福音合參》（Diatessaron），成為敘利亞教會（敘利亞東方正統教會）的經典。愛任紐、特土良、亞歷山大的革利免都是他的敵對作家。

## 早期生活
關於他的出生日期和地點，除了塔提安在他的 Oratio ad Graecos， chap. xlii（尼西亞教父，ii. 81-82）中對自己的描述之外，我們知之甚少：他出生在“亞述人的土地”，學術界的共識是他死於西元 185 年左右，可能在 Adiabene。
他在羅馬的時候，第一次接觸到了基督教。根據他提安自述，在他長期逗留羅馬期間，他對異教崇拜的憎惡引發了對宗教問題的深刻反思。他透過舊約皈依了基督教，成為殉道者賈斯汀的學生。在此期間，基督教哲學家與希臘詭辯家競爭。像賈斯丁一樣，塔提安在羅馬開辦了一所基督教學校。

## 著作
他的 Oratio ad Graecos（《致希臘人的演講》）譴責異教毫無價值，並讚揚基督教的合理性和高度古老。早在優西比烏斯（Eusebius）之前，塔提安就因討論摩西的古老歷史和猶太人的立法而受到稱讚，正是因為這一編年法部分，他的奧雷肖才沒有受到普遍的譴責。
他的另一部主要作品是 Diatessaron，這是新約四福音書的“和諧”或綜合，是對耶穌生平的綜合敘述。敘利亞人以弗利姆將其稱為 Evangelion da Mehallete（“混血福音”），它實際上是 3 世紀和 4 世紀亞述唯一使用的福音文本。

## 神學
塔提安神學的起點是嚴格的一神論，它成為道德生活的源泉。最初，人類的靈魂對一位上帝擁有信仰，但隨著墮落而失去了信仰。結果，在魔鬼的統治下，人類陷入了多神論的可憎錯誤中。通過一神論信仰，靈魂從物質世界和魔鬼統治中解脫出來，並與上帝聯合。上帝是靈（pneuma），但不是物質的或斯多葛的pneuma;在創造之前，他是孤獨的，但他在自己裡面有可能是整個創造物。一些學者認為塔提安的創造神學是教導“ex nihilo”（從“無”創造）的開始。
創造的手段是 dynamis logike（“用語言表達的力量”）。起初，從上帝那裡產生了邏各斯，他一開始就被創造出來，通過創造物質來產生世界，整個創造物都是從物質中產生的。創造是由 pneuma hylikon（“世界精神”）滲透的，這種精神是天使、星星、人、動物和植物所共有的。這個世界的精神比神聖的氣息更低，在人身上成為心靈或「靈魂」，因此，在物質方面和他的靈魂方面，人與動物沒有本質的區別;儘管與此同時，他被召喚與神聖的靈魂進行一種特殊的結合，這使他超越了動物。這種精神是上帝在人身上的形象，人的不朽是應該的。

## 外部連結
- （英文）他提安於《天主教百科全書》